# Бжикув (Лодзинське воєводство)
Бжикув (пол. Brzyków) — село в Польщі, у гміні Відава Ласького повіту Лодзинського воєводства.
Населення — 211 осіб (2011).
У 1975-1998 роках село належало до Серадзького воєводства.

## Демографія
Демографічна структура станом на 31 березня 2011 року:
|          | Загалом | Допрацездатний вік | Працездатний вік | Постпрацездатний вік |
| -------- | ------- | ------------------ | ---------------- | -------------------- |
| Чоловіки | 100     | 22                 | 67               | 11                   |
| Жінки    | 111     | 21                 | 52               | 38                   |
| Разом    | 211     | 43                 | 119              | 49                   |